# Teucrium ozturkii
Teucrium ozturkii là một loài thực vật có hoa trong họ Hoa môi. Loài này được A.P.Khokhr. miêu tả khoa học đầu tiên năm 1997.